# SWIFT
A Sociedade para as Telecomunicações Financeiras Interbancárias Mundiais (inglês: Society for Worldwide Interbank Financial Telecommunication ou SWIFT) é uma sociedade cooperativa internacional, com sede em Bruxelas, fundada em 1973 por 239 bancos de 15 países com o objetivo de criar um canal de comunicação global entre seus participantes, bem como padronizar transações financeiras internacionais.
Atualmente a maioria das transações interbancárias internacionais, como ordens de pagamento e transferências bancárias, são realizadas por meio da rede SWIFT. Esta rede permite a troca de mensagens eletrônicas em um meio altamente seguro, onde cada banco possui um endereço próprio (código SWIFT, ou BIC). Entretanto, para a efetivação destas transações, é necessário que cada participante tenha um relacionamento bancário com outro, já que a rede permite apenas a troca de informações e não dos valores em espécie.

## Polêmica
A SWIFT foi o centro de uma polêmica iniciada em 2006 envolvendo Estados Unidos e União Europeia. Após uma série de artigos em diversos jornais norte-americanos, o mundo ficou sabendo que o Departamento do Tesouro americano e a CIA possuíam um software chamado "Terrorist Finance Tracking Program", criado no âmbito da política de "Guerra ao Terror" da administração Bush, com a finalidade de rastrear terroristas. Este software permitia ao governo norte-americano acessar quaisquer informações sobre transferências bancárias na base de dados e rede Swift. Tal privilégio ficou conhecido como "acordo swift", já que era resultado de um acordo direto entre o governo norte-americano e a instituição. Ainda em 2006 o governo belga declarou que este acordo viola as leis do próprio país, bem como da União Europeia. Em 11 de fevereiro de 2010 o parlamento europeu rejeitou o "acordo swift" em virtude dos direitos à privacidade dos cidadãos europeus. Com esta decisão, o acordo não pode produzir efeitos jurídicos na Europa.

## Código SWIFT / BIC
O código SWIFT, também conhecido como BIC (Bank Identifier Code) identifica bancos e agências para transferências internacionais. O código SWIFT é constituído de 8 a 11 caracteres, sendo que os 8 primeiros são obrigatórios e os 3 últimos opcionais.[carece de fontes?]

### Exemplo: AAAA BB CC DDD
- AAAA – Código da instituição, somente letras
- BB – Código do país, somente letras
- CC – Código de localização, letras e códigos
- DDD – Código da agência, letras e dígitos (opcional)

## Uso em sanções
Após a invasão russa na Ucrânia em 2022, os ministros das Relações Exteriores dos países bálticos pediram que a Rússia fosse cortada do SWIFT. No entanto, outros estados membros da União Europeia estavam relutantes, tanto porque os credores europeus detinham a maior parte dos quase 30 bilhões de dólares em exposição dos bancos estrangeiros à Rússia, quanto porque a Rússia havia desenvolvido a alternativa SPFS. A União Europeia, Reino Unido, Canadá e Estados Unidos finalmente concordaram em remover bancos russos selecionados do sistema de mensagens SWIFT em resposta à invasão russa; os governos da França, Alemanha e Itália divulgaram declarações individualmente ao lado da União Europeia.